# L'uomo della pioggia - The Rainmaker
L'uomo della pioggia (The Rainmaker) è un film del 1997 scritto e diretto da Francis Ford Coppola, tratto dal romanzo omonimo di John Grisham.
Le riprese del film si svolsero dal 7 ottobre 1996 al 6 febbraio 1997.

## Trama
Appena laureatosi in giurisprudenza ed in attesa dell'abilitazione da avvocato, Rudy Baylor sogna di essere l'uomo della pioggia, fuor di metafora colui che porterà più clienti e quindi più guadagni al proprio studio legale. Dopo un primo licenziamento, Rudy viene assunto da Bruiser Stone, un avvocato colluso con la criminalità organizzata.
Qui conosce Deck Shifflet, praticante che non ha mai superato l'esame di abilitazione all'albo degli avvocati, ma che conosce tutti i retroscena del sistema legale. Grazie al professore del corso di "Diritto della terza età", Rudy entra in contatto con Dot Black, una donna il cui figlio sta morendo di leucemia e al quale l'assicurazione rifiuta di riconoscere l'indennità per le cure; Rudy si dimostra sensibile alla questione e decide di seguire il caso in prima persona. In più, non appena superato l'esame di abilitazione, viene convinto da Deck, impaurito dalle indagini che l'FBI sta svolgendo in merito agli affari del loro principale, Bruiser, a lasciare lo studio legale e a mettersi in proprio, dividendo le spese e i profitti al 50%. 
Rudy comincia così a seguire il caso avvalendosi dell'aiuto del solo Deck: i due decidono di andare a fondo in quello che è l'unico caso che hanno per le mani. Si tratta di sfidare la Great Benefit, una grande società d'assicurazione, rappresentata da Leo F. Drummond, un avvocato esperto e molto costoso, che pensa possa avere vita facile contro un novellino, per cui favorisce Rudy, facendo da garante nei confronti del ragazzo nella cerimonia di giuramento in tribunale.
In ospedale Rudy fa la conoscenza e prende subito in simpatia Kelly Riker, una ragazza vittima dei continui maltrattamenti del marito violento che non riesce a denunciare.
La causa assicurativa, intanto, va avanti anche grazie ad un inaspettato colpo di fortuna. Il vecchio giudice, fin troppo compiacente con Drummond e favorevole all'archiviazione, muore e viene sostituito dal giudice Tyrone Kipler, un paladino dei diritti civili, che si dimostra favorevole a portare in tribunale la compagnia.
Una notte Kelly, finalmente decisa a non sottostare più alle angherie del compagno, decide insieme a Rudy di tornare a casa, mentre il marito è fuori, e prendere i propri effetti personali. Quando sta per riempire la valigia e andare via però, il marito rincasa. Segue una furente lite tra i due ma quando è Rudy ad intervenire, a protezione di Kelly, la situazione degenera ed inizia una colluttazione nella quale il marito finisce col rimanere ucciso. Kelly allontana subito Rudy dalla scena del crimine per evitare di coinvolgerlo e lui, suo malgrado, torna a casa. 
Il giorno dopo Kelly viene accompagnata in centrale con l'accusa di omicidio preterintenzionale e si mostra molto spaventata, mentre Rudy si offre subito di farle da avvocato difensore. Fortunatamente la donna esce ben presto di prigione in quanto l'omicidio è stato causato dalla legittima difesa di lei, che si era opposta all'aggressione del marito con una mazza da baseball.
Nel corso del processo, l'abilità di Drummond farebbe pensare ad un facile dibattimento, in cui dovrebbero inevitabilmente prevalere le ragioni del più forte, ma, grazie alla capacità di Rudy di scovare ogni minimo indizio, individuare e raccogliere le prove, le cose iniziano a prendere una brutta piega per la società assicurativa. Essa infatti si scopre operare tramite uno schema truffaldino, che prevedeva l'incasso delle polizze dai clienti senza fornire nessuna copertura sanitaria e anzi, respingendo la stragrande maggioranza delle richieste di indennizzo.
Il processo si conclude così con la condanna nei confronti della Great Benefit, ma la multa è così pesante (50 milioni di dollari, cinque volte la richiesta iniziale) e gli amministratori sono così corrotti, che questi ultimi preferiscono trafugare il denaro della compagnia nascondendolo all'estero e mandare in fallimento la società, pur di non pagare il dovuto.
Consapevole del fatto che il successo ottenuto potrebbe alimentare aspettative troppo alte nei potenziali clienti, Rudy decide di interrompere la sua brillante carriera di avvocato e partire assieme a Kelly verso un futuro incerto ma forse più soddisfacente.

## Curiosità
- Verso metà del film Kelly si incontra con Rudy al cinema: il film proiettato è L'amante di Jean-Jacques Annaud del 1992.

- Nonostante il successo di pubblico (oltre 45 milioni di dollari al box office USA, a fronte di un costo di produzione di 40 milioni) gli incassi del film sono stati considerati deludenti, tenuto conto che si tratta di un adattamento cinematografico di un romanzo di Grisham. Ad esempio Il socio, realizzato con una spesa paragonabile, ha incassato più di sei volte il suo budget.